# Monothalamea
A „Monothalamea” a likacsosházúak (Foraminifera) korábban minden egykamrás likacsosházúra használt csoportja. 2013-ban kimutatták, hogy parafiletikus csoport, így nem alkot kládot, azonban továbbra is használt kifejezés.

## Történet
Ernst Haeckel hozta létre a csoportot 1862-ben az egykamrás likacsosházúaknak. Thomas Cavalier-Smith 1993-ban a Polythalameával együtt osztály szintjére emelte.
2013-ban egészítették ki definícióját Pawlowski et al., és hagyományosan az Allogromiidába, az Astrorhizidába és a Xenophyophoreába sorolt fajokat soroltak ide.

## Morfológia
Háza nyílása nem mindig egyértelmű, és szilikátlemezei lehetnek. Egykamrás házát primitívnek tekintették.
A legnagyobb likacsosházú, a 20 cm-es Syringammina fragilissima ide tartozik. Bár több sejtmagja van, ezek egy sejten belül vannak, így egysejtű.

## Élőhely
Sekély és mély vízben egyaránt 60–10 600 m mélységig igazoltan előfordul, vagyis megtalálható a fotikus, a batiális és az abisszális részeken is.

## Csoportosítás
Hagyományosan két csoportra bontják, melyek egyike se monofiletikus:
- Az „Allogromiida” hagyományosan a nem mineralizált, hanem tektinből álló házú fajokat tartalmazza. E csoport 2013-as eredmények alapján parafiletikus.
- Az „Astrorhizida” hagyományosan egykamrás összetapadt házú fajokat tartalmaz. 2013-as eredmények alapján polifiletikus csoport, mivel az összetapadt ház többször fejlődött ki fehérjeházakból a likacsosházúak fejlődése során.[1]

2003-as eredmények szerint a mélytengeri Xenophyophorea összetapadt egykamrás likacsosházúakból áll, így ide sorolták. Molekuláris eredmények alapján az édesvízi Reticulomyxa ház nélküli csupasz likacsosházú, így a Monothalameába helyezték.
Egy 2013-as molekuláris tanulmány SSU rDNS alapján kimutatta, hogy a Monothalamea legalább 22 egymástól független élő tengeri és 4 eDNS alapján azonosított édesvízi kládot tartalmaz.

## Fosszíliák
Mivel a likacsosházúak kutatása gyakran a mikropaleontológia felé irányul, és a Monothalamea kevéssé fosszilizálódik, diverzitása kevéssé ismert, a Monothalameáról szóló ismeretek nagyrészt hiányosak.